# Hieronym Łaski
Hieronym Łaski, Hyeronimus Laski, régebbi magyar forrásokban Laszky Jeromos, vezetékneve Laski, Laszki, Laskó formában is (Łask, 1496. szeptember 27. – Krakkó, 1541. december 22.) lengyel főnemes, diplomata.

## Élete
Felsőbb tanulmányait Itáliában, Rómában és Bolognában végezte 1513 és 1518 között nagybátyja, Jan Łaski gnieznói érsekprímás támogatásával. I. Zsigmond lengyel király 1519-ben Wojnicz várnagyává s kamjeniczi sztarosztává tette, és 1520-ban diplomáciai megbízatással I. Ferenc francia királyhoz és V. Károly császárhoz küldte. 1523-ban a szenátusban magas állásra tett szert, mert szirádi vajdává nevezték ki.
Magyarország történelmében 1527-ben kezdett szerephez jutni, amikor Szapolyai János szolgálatába lépett, aki április 26-án I. Ferenc francia királyhoz küldte követségbe, hogy vele vetélytársa, Habsburg Ferdinánd király ellen szövetséget kössön. Łaski követsége sikeres volt, a francia király 30 000 koronát küldött Jánosnak és követe, Antoine de Rincon által a kért szövetséget megkötötte, amit július 2-án hirdettek ki. Łaski 1527 októberében indult második követségben Konstantinápolyba a szultánhoz, hogy őt János király szövetségébe vonja. December 22-én fogadta Ibrahim nagyvezír. Łaski a Konstantinápolyban élő Lodovico Gritti segítségére támaszkodva kötötte meg a szövetséget a Portával. Gritti a velencei dózse természetes fia volt, de fiatalkora óta Isztambulban élt, ahol gazdag ékszerkereskedő vált belőle. Hatalmas vagyonából kölcsönöket folyósított a török udvarnak, aminek köszönhetően előbb Ibrahim nagyvezír, majd Szulejmán szultán bizalmas tanácsadója vált belőle.
1528. január 27-én válaszolt a szultán Łaskinak, hogy János királyt szövetségesévé fogadja és segítséget fog adni Ferdinánd „ellenkirállyal” szemben. Łaski másodszor is járt követségben a portán, ahonnan 1528 szeptemberben tért vissza. Ekkor kapta jutalmul János királytól Szepes várát, a szepesi grófság címével, hozzá Késmárkot, Richnót és Göllniczet.
A János királlyal kötött egyezségnek megfelelően a szultán hadai 1529-ben hadjáratot indítottak a Ferdinánd király kezén maradt területek ellen, és a Duna mentén észak felé haladva rövid ostrom után elfoglalták Budát, amit aztán átadtak János királynak. Innen a török csapatok Bécs ellen indultak, amelyet azonban sikertelenül ostromoltak. E hadjárat során jött először török szolgálatban Magyarországra Gritti Alajos, és szinte azonnal sikerült elnyernie János király bizalmát.
Łaski 1530. végén ismét Konstantinápolyba ment, és a szultánt egy évi fegyverszünetre bírta Ferdinánddal szemben, akinek a magyar királyságról való lemondását remélték. A kormányzásban egyre tehetetlenebbnek bizonyuló János király 1531-ben az ország kormányzójává nevezte ki Grittit. Kinevezéséhez a szultán is hozzájárult, így Szapolyai János hatalma egyre inkább névlegessé vált. Szapolyai híveinek többsége tudomásul vette az idegen földről érkezett Gritti uralmát, de akadtak olyanok is, akik őt elsősorban kalandornak, és éppen ezért az ország elveszejtőjének tekintették. Ez utóbbiak egyik szószólója Czibak Imre váradi püspök lett. Łaski 1531 novemberében Habsburg Ferdinánd udvarába, Innsbruckba ment követségbe, hogy megnyerje őt egy Krakkóban, a lengyel király közbenjárása mellett tartandó békekongresszus tervének, de nem járt sikerrel.
1532-ben Franciaországba ment százezer arany segélyt kérni ura, Szapolyai János számára, de csak 20 ezer aranyat tudott kieszközölni, melyből ötezret azonnal kézhez kapott. Szapolyai ezért hálából erdélyi vajdává nevezte ki. De Łaski nemsokára Gritti Lajossal szövetkezett és vele titkos terveket forralt Szapolyai királyságának megbuktatására és a szultán által támogatott Gritti Magyarország kormányzójává emelésére, amely hatalmi változásból Łaski a maga számára az erdélyi vajdaságot óhajtotta biztosítani.
Łaskit 1533 júliusában még János király küldte követségbe Konstantinápolyba, de hűtlensége nemsokára kiderült. Mikor Gritti 1534-ben török kísérettel Erdélybe ment, hogy titkos tervük végrehajtását megkezdje. Czibak Imre erdélyi helyettes vajdát megölette. János király ezért föllépett Gritti párthívei ellen, és legelőször Łaskit fogatta el Buda várában, ahol az úgynevezett csonkatoronyba záratta. Łaski lefoglalt irataiból az áruló tervek kiderültek. Grittit a felkelt erdélyiek ölték meg, Łaskit Szapolyai magával vitte Nagyváradra, de Tarnovski János lengyel főúr személyes közbenjárására 1535-ben szabadon bocsátotta.
Łaski azonban bosszút esküdött János király ellen. Átállt Habsburg Ferdinánd pártjára és másokat is igyekezett átcsábítani. Ferdinánd is leginkább diplomáciai küldetésekre használta a világlátott ügyes diplomatát. 1539-ben Konstantinápolyba küldte követségbe. Itt Łaski – Szapolyai megbuktatása és Ferdinánd királyságának az egész Magyarországra való kiterjesztése érdekében – feltárta a szultán előtt az 1538-as titkos váradi békemegállapodás tartalmát, de csaknem az orra és a füle levágatásával lakolt a régebbi ura ellen való fondorkodás miatt. Ferdinánd számára csupán hat hónapi fegyverszünetet tudott kieszközölni a szultánnál.
1540-ben Majláth István erdélyi vajdával szövetkezett Szapolyai ellen, hogy Ferdinánd kezére játsszák Erdélyt. Szapolyai halála után Ferdinánd ismét Konstantinápolyba küldte Łaskit, hogy eszközölje ki a szultánnál azt, hogy egész Magyarországot évenkénti adófizetés fejében megkaphassa. Szulejmán azonban Buda ostroma miatt haraggal fogadta, és kilenc hónapig szoros őrizet alatt tartotta. Łaski csak 1541-ben, a Buda fölmentésére induló Szulejmán seregével indulhatott vissza. Belgrádban azonban ismét fogságra vetették. Miután a szultán Budát Izabellától csellel megszerezte, és ősszel hazafelé indult, elengedte fogságából Hieronym Łaskit.
Hazatért Krakkóba, ahol rövidesen meghalt, valószínűleg valamelyik régi ellensége mérgeztette meg.

## Művei
- Hieronimy Lasky palatini Siradiensis Historia arcana Legationis nomine Joannis Regis ad Solymanum Turcarum Imper. susceptae, nunc primum e manu exarato codice in lucem educta a Mathia Bel, Adparatus ad Histoiram Hungariae. Posonii, 1735. (Decadis I. Monum. IV. 159-189. I. Napló 1527. decz. 22-től 1528. febr. 29.)
- Két tárgyalás Sztambulban. Hyeronimus Łaski tárgyalása a töröknél János király nevében, Habardanecz János jelentése 1528. nyári sztambuli tárgyalásairól; szerk. Barta Gábor, tan., jegyz. Barta Gábor és Fodor Pál, dokumentumford. Barta Gábor, Kun József; Balassi, Budapest, 1996 (Régi magyar könyvtár. Források)